# SC Wacker Viena
Sportclub Wacker sau Sportclub Wacker Viena a fost un club profesionist de fotbal din Austria. Cea mai de succes perioadă a clubului a fost după cel de-Al Doilea Război Mondial.

## Palmares
- Campionatul Austriei: 1947
- Cupa Austriei: 1947
- Cupa Mitropa: 1951